# Get Carter (2000)
Get Carter é um filme de ação estadunidense de 2000 dirigido por Stephen Kay.
Remake do filme homônimo de 1971, este filme é protagonizado por Sylvester Stallone e tem no elenco Miranda Richardson, Rachael Leigh Cook, Alan Cumming, Mickey Rourke e Rhona Mitra. Michael Caine, o protagonista do filme original, faz um papel coadjuvante.
O filme foi lançado pela Warner Bros., que recentemente adquiriu os direitos de distribuição para o original.
O filme foi mal recebido pela crítica e indicado ao Framboesa de Ouro de Pior Ator (Sylvester Stallone) e Pior Remake ou Sequência.

## Sinopse
De volta à sua cidade natal por causa do enterro de seu irmão, Jack Carter (Sylvester Stallone) resolve investigar quem o matou e, consequentemente, parte para uma sangrenta vingança. Durante sua jornada, ele é forçado a reavaliar a situação de sua famíia, sua carreira e a si mesmo.

## Elenco
- Sylvester Stallone .... Jack Carter
- Miranda Richardson .... Gloria Carter
- Rachael Leigh Cook .... Doreen Carter
- Alan Cumming .... Jeremy Kinnear
- Mickey Rourke .... Cyrus Paice
- John C. McGinley .... Con McCarty
- Michael Caine .... Cliff Brumby
- Rhona Mitra .... Geraldine
- Johnny Strong .... Eddie
- John Cassini .... Thorpey
- Mark Boone Junior .... Jim Davis
- Gretchen Mol .... Audrey
- Tom Sizemore .... Les Fletcher

## Recepção
O Metacritic, que usa uma média ponderada, atribuiu ao filme uma pontuação de 24 em 100, baseado em 20 críticos, indicando críticas "geralmente desfavoráveis".